# Puente Alto (río Tyne)
El puente Alto (nombre original en inglés: High Level Bridge) es un puente de carretera y ferroviario que cruza sobre el río Tyne entre las ciudades de Newcastle upon Tyne y Gateshead, en la región del Nordeste de Inglaterra. Es considerado la obra de ingeniería histórica más notable de la zona. Su construcción estuvo a cargo de la familia Hawks, una estirpe de industriales de cuyos talleres procedieron las 5050 toneladas de hierro empleadas en la obra. George Hawks, alcalde de Gateshead, colocó la última piedra de la estructura el 7 de junio de 1849, y el puente fue inaugurado oficialmente por la reina Victoria ese mismo año.
Robert Stephenson se hizo cargo de su diseño con el fin de crear un enlace hacia Escocia de la red ferroviaria inglesa, por entonces en pleno desarrollo. Se le incorporó una calzada superior para vehículos de carretera y peatones con el propósito de generar ingresos adicionales. Los elementos estructurales principales son arcos de hierro fundido que sujetan la cubierta superior y la inferior mediante barras verticales.
A pesar del considerable aumento del peso de los vehículos ferroviarios desde que fue diseñada, la estructura continúa soportando el paso de los trenes, aunque ya en 1906 se abrió el cercano puente Rey Eduardo VII para aliviar la congestión en el puente Alto. La calzada superior también sigue en uso, aunque con una restricción del peso de los vehículos que pueden utilizarla. Es una estructura catalogada como monumento del Reino Unido de Grado I.

## Primeras propuestas del puente

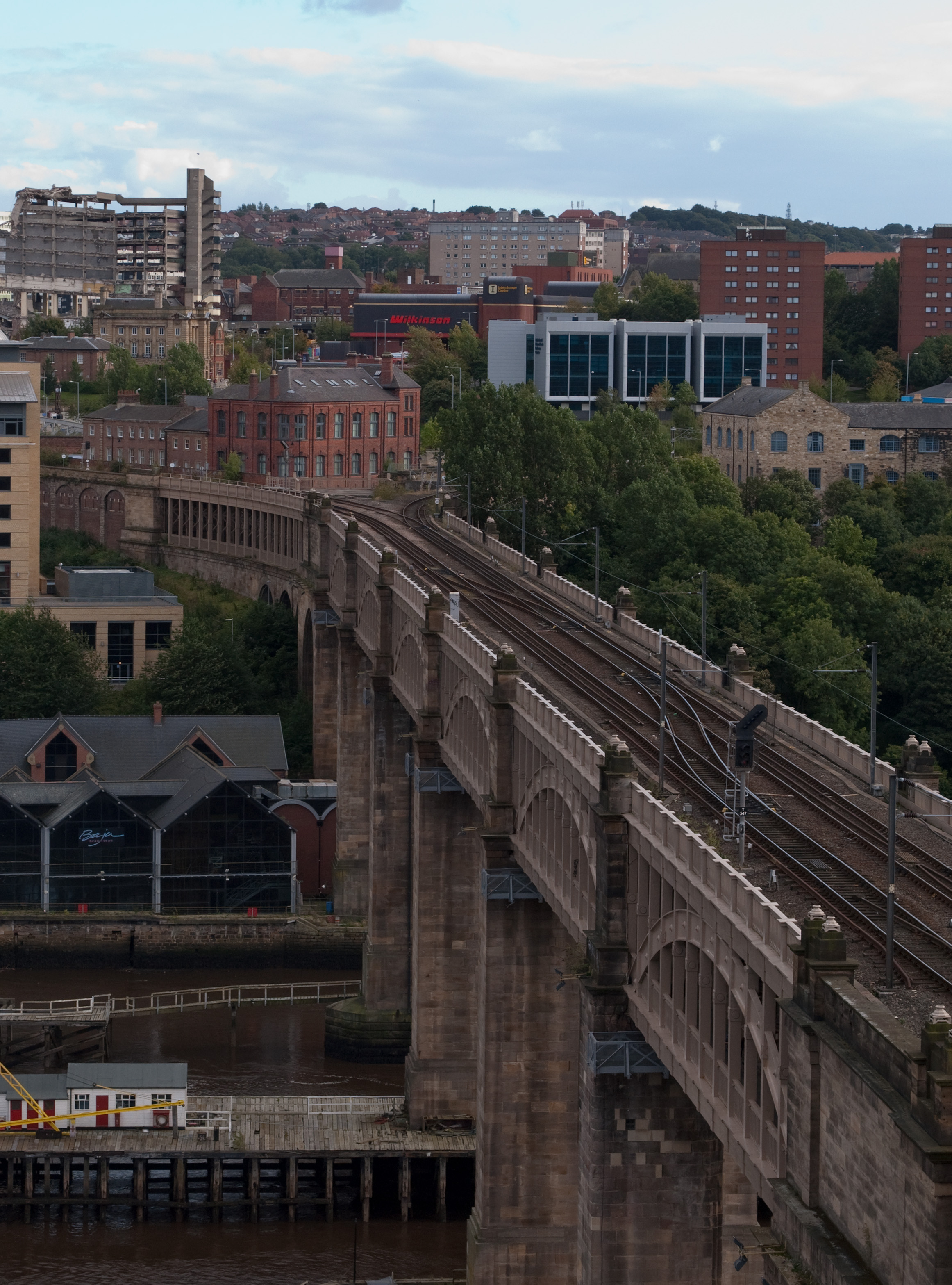
El puente Alto en 2010

En 1835, el Acta del Ferrocarril de Newcastle y Carlisle (N&CR) autorizó que la línea accediera a Newcastle, hasta una terminal en Redheugh, en la orilla sur del río Tyne (cerca del final del actual puente de New Redheugh). La ley también autorizó un cruce del río en el mismo lugar, con el fin de dar acceso ferroviario a los muelles de la orilla norte. El río era poco profundo en este punto, y el puente habría estado en un nivel bajo, solo unos 20 pies (6,1 m) por encima del nivel del agua. Pero posteriormente se tuvo en cuenta que la línea debía ascender hasta una terminal en Spital, cerca de Neville Street y el extremo este de la actual estación Newcastle Central. La rampa resultante debía tener una pendiente de 1 en 22 (45,5 milésimas) y habría sido operada mediante una máquina de vapor estacionaria con arrastre por cuerda.
Hasta entonces, los ferrocarriles de la región habían tenido un enfoque local, pero el Gran Ferrocarril del Norte de Inglaterra (GNER) obtuvo Actas que autorizaban la construcción de una vía desde Newcastle a York, formando parte de una red troncal continua de trenes para conectar con Londres. El proyecto estaba controlado por George Hudson, conocido como el "Rey del Ferrocarril". Al principio, el GNER se contentó con obtener acceso a la terminal del N&CR en Newcastle, conectándose con esta última compañía en Redheugh, y recorriendo su línea a través del río Tyne y hasta Spital. Esta solución tenía la ventaja de evitar un costoso nuevo cruce del río por separado, pero habría significado un descenso pronunciado a Redheugh justo cuando la línea del GNER se acercaba de nuevo a un terreno elevado desde el Team Valley, solo para subir una vez más a Spital. Además, William Brandling había hecho pública su intención de llegar a Newcastle desde su línea con un trazado situado a una cota elevada que pasaría por Gateshead. El 25 de abril de 1837, el N&CR decidió construir en su lado sur una terminal a baja cota en Redheugh, pero dejó abierta la cuestión del cruce del río Tyne.
Richard Grainger, un promotor inmobiliario de Newcastle, había adquirido tierras en Elswick (en la orilla norte del río Tyne, al oeste del cruce propuesto junto a Redheugh). En 1836, publicó un panfleto en el que recomendaba cruzar el Tyne por allí, así como la construcción de espaciosas terminales ferroviarias en el mismo lugar. Llamaba la atención sobre las limitadas posibilidades para extenderse hacia el este desde Spital, y "en el caso de que un ferrocarril procedente de Edimburgo también termine en este lugar, el intercambio de pasajeros, mercancías y ganado aumentaría considerablemente".
El plan de Grainger finalmente no se adoptó, y el Ferrocarril de Brandling Junction llegó a Gateshead en 1839. El GNER se quedó sin dinero y fue reemplazado en el imperio ferroviario de Hudson por el Ferrocarril de Conexión de Newcastle y Darlington, que abrió su línea utilizando el Ferrocarril de Conexión a Brandling desde el sureste, en lugar de a través del valle de Team. La línea de Conexión a Brandling tenía una terminal en Greenesfield (Gateshead) en una zona de cota elevada, de forma que la línea del N&CR se construyó incluyendo un plano inclinado con una pendiente de 1 en 23 (43,5 milésimas) desde Redheugh. El Ferrocarril de Conexión de Newcastle y Darlington abrió su línea desde el sur hasta Pelaw, lo que permitió que sus trenes llegaran a Gateshead a través de la línea de la Conexión de Brandling en 1844. Las tornas se habían invertido y, de hecho, durante un tiempo Greenesfield fue la estación principal de facto para la conurbación formada por Newcastle y Gateshead.
John and Benjamin Green era un estudio de arquitectura de padre e hijo activo en Newcastle. En 1841, Benjamin Green había propuesto un puente con una rasante elevada para el tráfico rodado, sustancialmente, en la posterior alineación del puente alto; y consciente de la problemática del acceso de los trenes explicó cómo se podría adaptar para su uso ferroviario. No pudo obtener ningún apoyo financiero, pero en 1843 George Hudson estaba buscando formas de extender su red ferroviaria hacia el norte, y el plan de los Green encajaba con su adquisición del Ferrocarril de Conexión de Newcastle y Darlington. La línea obtuvo su Acta de autorización el 22 de mayo de 1844, que incluía el puente de carretera.

## Planes definitivos

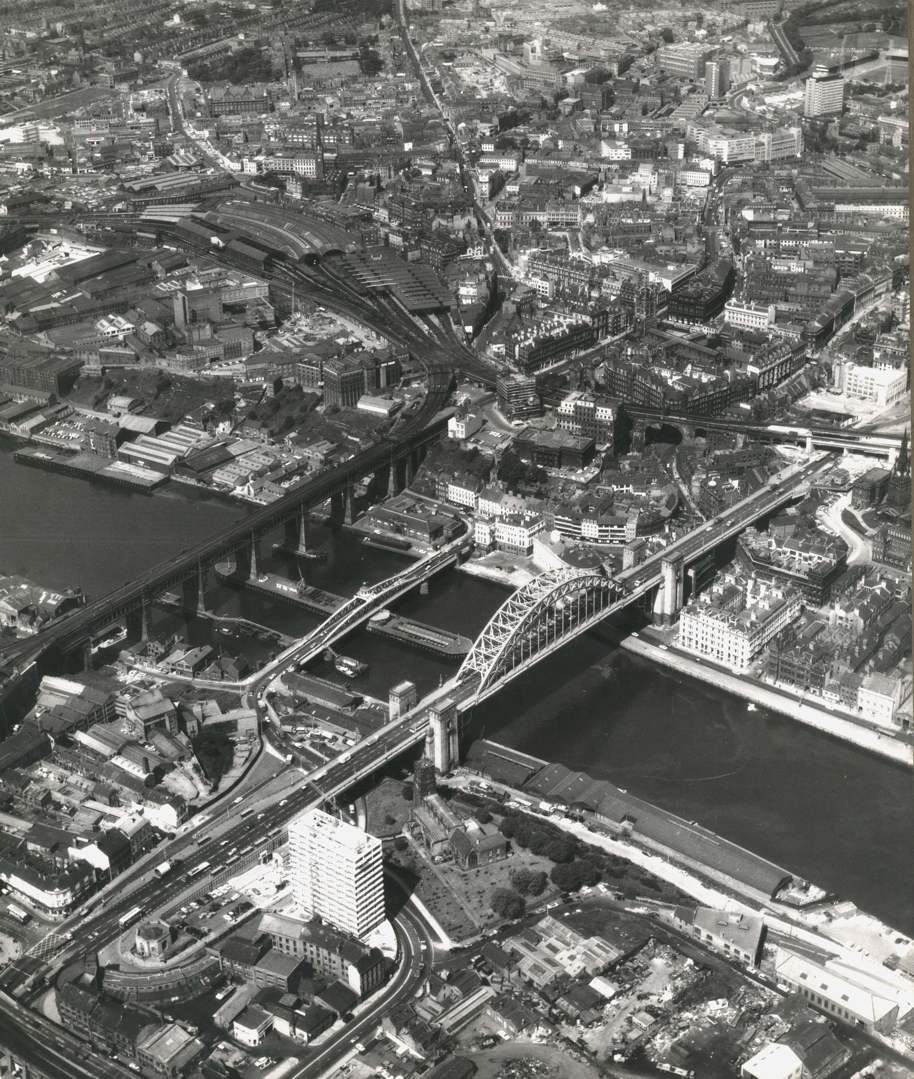
El puente Alto (izquierda) en 1967

El Ferrocarril de Newcastle y North Shields había abierto en 1839 desde su propia terminal en Carliol Square, en el extremo noreste de Newcastle. Siendo una infraestructura de ámbito puramente local, el que no estuviera conectada a otras líneas ferroviarias en principio no fue un problema relevante, pero pronto se generó un gran interés por disponer de un ferrocarril que alcanzara el centro de Escocia, el "Ferrocarril de Edimburgo" previsto por Grainger. Pero siendo un asunto de importancia para Escocia, el Ferrocarril del Norte Británico había obtenido un Acta del Parlamento el año anterior para llevar sus vías tan al sur como la localidad de Berwick (más tarde conocida como Berwick-upon-Tweed.
Ahora Hudson tenía la intención de incorporar la línea a Edimburgo para su imperio, y alentó el desarrollo de planes ferroviarios para llegar hasta ella. La ruta que podría tomar esa línea siguió generando una controversia considerable. Todavía había ambigüedad sobre las intenciones de Hudson con respecto al puente (se había considerado un punto de cruce más fácil en Bill Quay, dos millas río abajo) y el Ayuntamiento de Newcastle intentó que se comprometiera formalmente al respecto. Además, había prometido un cruce peatonal como un posible aliciente para el Ayuntamiento, aunque se trataba de una decisión comercial que se esperaba que generara unas 250 libras a la semana. El cruce peatonal se amplió posteriormente para incluir vehículos tirados por caballos.
Finalmente, el Ferrocarril de Newcastle y Berwick fue autorizado por un decreto del Parlamento del 31 de julio de 1845. La línea cruzaría mediante un puente alto, similar al propuesto por los Green, comenzando desde la estación de Greenesfield en Gateshead, y los compromisos asumidos con anterioridad para la construcción de un puente por el Ferrocarril de Conexión de Newcastle y Darlington fueron transferidos al Ferrocarril de Newcastle y Berwick.

## Diseño

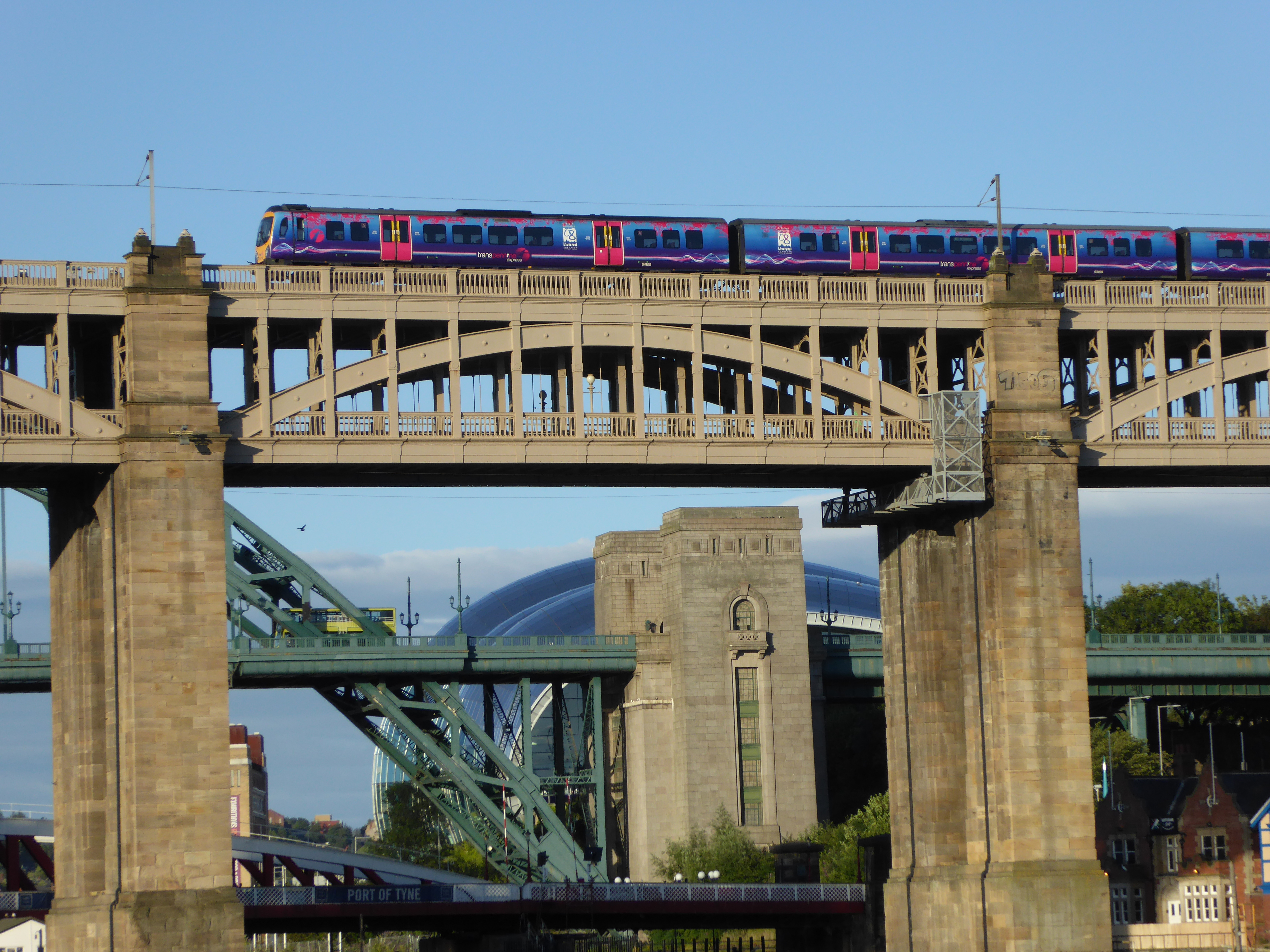
Una unidad diésel múltiple BR Clase 185 sobre el puente en 2015

El puente iba a ser diseñado por Robert Stephenson, mientras que Thomas Elliot Harrison realizó el proyecto detallado.
La altura de la vía férrea, aproximadamente de 120 pies (36,6 m) por encima del nivel del mar, fue determinada por la cota de la línea de Enlace con Brandling en Gateshead. Se seleccionó una configuración de dos pisos, debido al nivel de la carretera en los accesos y para evitar el ancho excesivo de los cimientos que requeriría disponer la calzada y el ferrocarril a la misma cota. El ancho del tablero superior quedó determinado por la anchura útil de la calzada más el ancho de los elementos estructurales laterales, lo que le dio al tablero del ferrocarril el ancho de tres vías.
Los cimientos iban a ser difíciles de ejecutar, debido a las malas condiciones del suelo en el río, y esto descartó la realización de una estructura de mampostería, por lo que el uso de hierro fundido o de hierro forjado eran inevitables para conformar la superestructura. Se prefirió un diseño arco tesado (o de cuerda de arco) porque el tirante horizontal compensa el empuje hacia afuera propio de un arco, y en el caso del puente Alto no era posible hacer que las elevadas pilas y estribos fuese  capaces de resistir el mencianado empuje.
Stephenson había usado esta configuración antes, y dejó escrito que, "El primer puente ferroviario basaso en el principio de la cuerda de arco es el que se encuentra sobre el Regent's Canal, cerca de Chalk Farm, en el Ferrocarril de Londres y Birmingham".
El arco estaría formado por nervaduras de hierro. Fawcett también señaló que: "Las razones para no usar hierro forjado se debieron a la desconfianza de algunos ingenieros en el sistema de remaches, el tamaño relativamente pequeño de las placas de hierro forjado disponibles en ese momento y el coste más alto... El 1 de octubre de 1845, cuando la Junta de Newcastle y Berwick informó a T. E. Harrison sobre los puentes, ninguno de los usos del hierro forjado se había desarrollado lo suficiente como para ser considerado como una alternativa al hierro fundido para el puente Alto. Robert Stephenson podría haber considerado un puente tubular, pero la distancia necesaria para disponer de unos cimientos sólidos y razonablemente poco profundos habría dado una luz mucho más grande que la del puente Britannia".
La profundidad de la roca en el lecho del río resultó en una altura de 140 pies (42,7 m) desde la cota de cimentación hasta la superestructura. Los Comisionados de Mejoras del Puerto del Tyne autorizaron la colocación de tres pilas en el cauce del río y, por lo tanto, se decidió disponer cuatro vanos sobre el río de 125 pies (38,1 m) de longitud, más una serie de tramos adicionales en los accesos.
Las nervaduras del arco de fundición de hierro tienen un canto de 3 pies 6 pulgadas (1,1 m) en la coronación, aumentando a 3 pies 9 pulgadas (1,1 m) en los arranques, con alas de 12 pulgadas (30,5 cm); las alas y los nervios tenían tres pulgadas de espesor en el caso de las costillas interiores, y de dos pulgadas para las costillas exteriores. La flecha de los arcos era de 17 pies 6 pulgadas (5,3 m), determinada por la geometría deseada para confinar el empuje horizontal dentro de los límites admisibles. Cada arco se fundió en cinco secciones, que se atornillaron entre sí.
Stephenson describió así las barras de unión:

Las piezas de enlace consisten en barras planas de hierro forjado, de 7 pulgadas por 1 pulgada del mejor hierro, con orificios de 3½ pulgadas de diámetro, perforados en las piezas, y pasadores torneados y bien ajustados. Cada costilla externa está atada por cuatro de estas barras, y cada costilla interna por ocho. El área de la sección de cada amarre externo es de 28 pulgadas cuadradas y de cada amarre interno de 56 pulgadas cuadradas, lo que da un área total de 168 pulgadas cuadradas. Todas estas barras fueron probadas a una tensión de 9 toneladas por pulgada cuadrada.

La plataforma con la barandilla está sostenida sobre los arcos por doce columnas cuadradas de 14 pulgadas (35,6 cm) separadas entre sí 9 pies 11 pulgadas (3 m). Las barras de suspensión sostenían la plataforma de la carretera, y ambas plataformas tenían dos capas de vigas de tres pulgadas colocadas en diagonal sobre vigas transversales de hierro forjado (y los soportes de los carriles en el caso de la plataforma ferroviaria).
Los principales contratistas de la estructura metálica fueron Hawks, Crawshay, and Sons, quienes fueron asistidos por John Abbot and Co., de Gateshead Park Works, y Losh Wilson and Bell, de Walker Ironworks, en la producción de las piezas de fundición. El trabajo se adjudicó por un importe de 112.000 libras. John Rush y Benjamin Lawton de York ganaron el contrato para los pilares del puente y los arcos de los accesos así como para el viaducto de Newcastle por 94.000 y 82.500 libras respectivamente. El costo total de los contratos a precios de 1999 sería de más de 30 millones de libras.

## Construcción

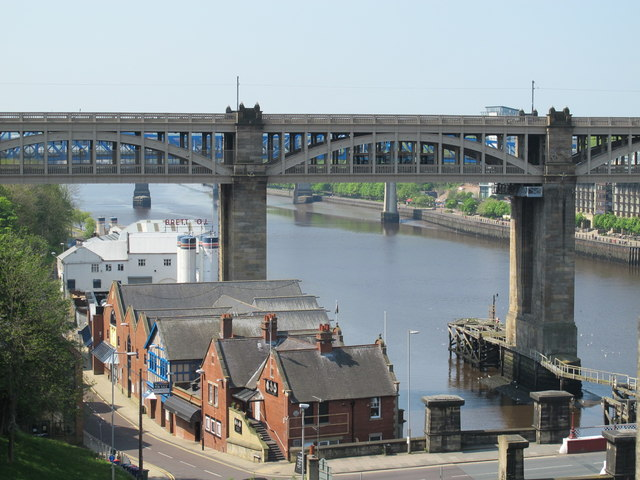
El puenre Alto

Los primeros elementos de mampostería se colocaron el 12 de enero de 1847. El 20 de agosto de 1848 estuvo listo un viaducto con su cimbra de madera en el lado este.
Se construyeron coferdanes de madera; medían 76 pies 6 pulgadas (23,3 m) por 29 pies (8,8 m), con dos marcos concéntricos, el espacio entre ambos se rellenó con arcilla impermeable. James Nasmyth tenía un novedoso diseño de un hincador de pilotes accionado por una máquina de vapor que se había utilizado por primera vez en los muelles de Devonport en 1845. Podía dar de 60 a 70 golpes por minuto, mientras que con los martinetes manuales anteriormente en uso se necesitaba emplear cuatro minutos entre golpe y golpe. El peso de la maza era de 1½ toneladas y su carrera de 2 pies 9 pulgadas (0,8 m). Se compró una de estas máquinas a Nasmyth.
El terreno dio considerables problemas durante la construcción; y de hecho Stephenson dejó anotado que:

Se produjeron muchas dificultades en el hincado de los pilotes, que retardaron considerablemente el avance de la obra, y entre otras, es digno de mención el peculiar efecto de flujo y reflujo durante esta operación. En la marea alta, la arena quedaba tan compacta que casi resistía totalmente la carga máxima de hincado, mientras que en el reflujo la arena quedaba bastante suelta y se podía hacer con facilidad. Por lo tanto, se consideró necesario abandonar en muchas ocasiones el hincado de pilotes durante la pleamar. La diferencia entre la pleamar y la bajamar es de 11 pies y 6 pulgadas. Otra dificultad surgió de las arenas inestables debajo de los cimientos. Aunque los pilotes fueron empujados hasta apoyarlos sobre el fondo de roca, el agua se abría paso hacia arriba, frustrando los intentos de macizar el relleno entre ellos; este problema, sin embargo, se remedió utilizando un hormigón hecho de piedra machacada y cemento romano, que se vertió continuamente hasta que se encontró que el fondo estaba seguro.

Las nervaduras del arco se erigieron en secciones mediante una grúa móvil; cada arco se montó preliminarmente en los talleres del contratista. El primero se colocó el 10 de julio de 1848, y el montaje de los herrajes fue muy rápido.
Ya el 29 de agosto de 1848 pudo pasar un tren especial sobre el primer arco, y sobre una estructura temporal para el resto del cruce:

El puente Alto sobre el Tyne: ya se ha completado este importante cruce del Ferrocarril entre York y Newcastle y de Newcastle a Berwick, y el evento se celebró el martes pasado. En la tarde de ese día, un tren de pasajeros [con invitados especiales] pasó por el viaducto temporal de madera desde la estación de Gateshead hasta la estación de Newcastle. El Sr. Hudson y varios otros directores de la línea de York, Newcastle y Berwick, que habían estado visitando Sunderland... llegaron en un tren especial desde esa ciudad hasta Gateshead... Luego se agregaron varios vagones al tren especial, y unos coches abiertos colocado en cada extremo, en los que se situaron bandas de música. El sonido estridente del silbato dio la señal para un saludo real, bajo cuyo estruendo el tren pasó a lo largo de la vía, la banda tocando, y miles de personas se reunieron para presenciar el evento, rasgando el aire con alegres aclamaciones. Al llegar al puente, las bandas tocaron el conocido tema musical local de "The Keel Row", que continuaron interpretando hasta que el tren llegó a tierra firme, en el lado norte del río... El tren se dirigió a la estación de Newcastle y Berwick, donde la compañía se apeó y caminó hasta el Queen's Head Inn, donde el alcalde de Newcastle había preparado una magnífica recepción para los directores y sus amigos.

[Desde el estribo sur del puente Alto] y el muelle del río en el lado sur, el arco de hierro fundido y la calzada están casi terminados, y el segundo arco estará en progreso en el transcurso de unas pocas semanas. Desde la mitad del primer arco, la línea se curva hacia un viaducto temporal de madera erigido a lo largo del lado oeste del puente previsto. La altura de este viaducto es de ciento veinte pies al nivel de los carriles; está construido sobre pilotes, que se hunden entre treinta y cuarenta pies en el lecho del río. Su estabilidad quedó suficientemente probada el lunes, cuando el Capitán Leffan (sic), el Inspector Gubernamental de Ferrocarriles, lo examinó en preparación para la apertura. Ese día, dos potentes locomotoras que pesaban más de setenta toneladas, lo atravesaron a diferentes velocidades entre dos y tres horas; el peso sería de aproximadamente una tonelada por pie, siendo cuatro o cinco veces mayor que el que la estructura temporal jamás tendrá que soportar, y el resultado fue, en el más alto grado, satisfactorio.

Entre la compañía del tren se encontraban cuatro damas, que merecen una mención honorífica, por el coraje que demostraron al acompañarlo, a saber, la señora Nichs. Wood y la señorita F. Wood, la señora I. L. Bell y su hermana, la señorita Pattinson de Washington. A medida que el tren pasaba constantemente sobre el puente, la ansiedad de la inmensa multitud parecía intensa, y la escena era realmente emocionante, pero aterradora, no solo por la elevada eminencia que ocupaba el tren, sino por la aparente estrechez y desnudez de la plataforma a lo largo de la que se encontraba rodando. Por su ausencia de ruido, parecía más un vuelo aéreo que el traqueteo del caballo de hierro.

El tráfico ordinario parece que pudo haber utilizado la estructura temporal de una sola vía después de esta fecha.
La vía este estaba lista para una inspección por parte del Capitán Laffan, de la Oficina de Inspección de la Junta de Comercio, cuando la visitó el 11 de agosto de 1849. Una prueba de carga con cuatro locomotoras con ténder y dieciocho vagones cargados con balasto, y un peso total de 200 toneladas. Laffan aprobó el puente:

Creo que todas las obras del puente están terminadas, y que lo considero perfectamente firme y seguro. Hasta ahora, la Compañía solo ha colocado una línea de rieles sobre esta estructura, y ruego recomendar que se otorgue permiso para abrir esa línea.

El primer tren de pasajeros cruzó la estructura terminada la mañana del 15 de agosto de 1849.

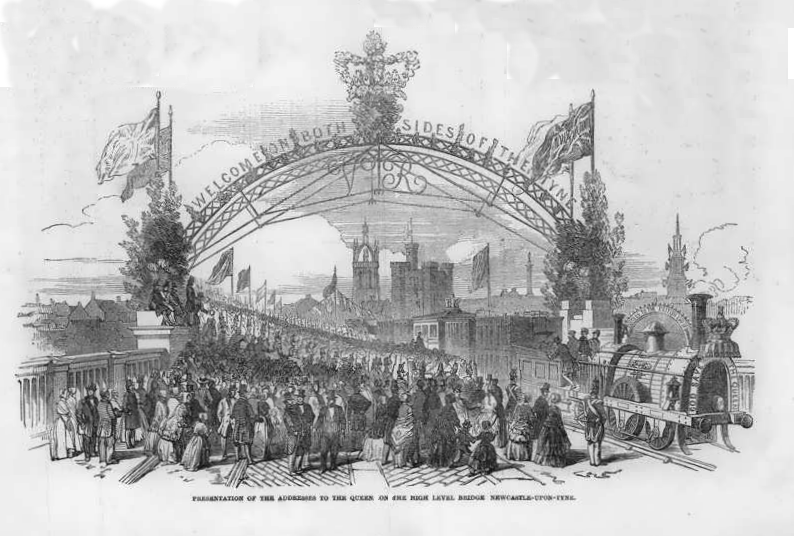
La inauguración del puente Alto por SM la Reina Victoria el 28 de septiembre de 1849

La reina Victoria inauguró formalmente el puente al pasar en tren el 28 de septiembre de 1849.

La Reina en Newcastle: Su Majestad honró ayer este antiguo municipio con su presencia. El evento fue de interés universal y fascinante... La mañana, desafortunadamente, fue aburrida y el clima inestable, dando presagios de un día húmedo e incómodo... Sin embargo, a pesar del clima desfavorable, densas multitudes se reunieron en todos los lugares de esta localidad desde donde se pudiera obtener una vista del carruaje real, y muchos permanecieron durante horas expuestos a la intemperie para poder mantener los lugares que en un período anterior de la mañana se habían asegurado. El puente estaba densamente rodeado de gente, y la plataforma estaba bien cubierta, aunque no demasiado abarrotada. Se exhibió una profusión de pancartas en esta estructura elegante y sustancial, también por parte del público y en muchos de los edificios privados tanto en Newcastle como en Gateshead. Los barcos en el río izaron sus banderas en alto para celebrar la ocasión, y las campanas de las iglesias de los dos pueblos repicaron alegremente en honor a la visita real... A petición del alcalde, la mayoría de las tiendas fueron cerrados alrededor de las 11 en punto, y nuestro digno magistrado jefe pidió a los fabricantes "que no generasen humos entre esa hora y la una", cosa que creemos que generalmente cumplieron ... Exactamente a las doce y veinte minutos, apareció el carruaje real, y cuando llegó al Spital, una espléndida locomotora, construida por la célebre casa de Stephenson and Co., alegremente decorada y que llevaba en la parte delantera "Dios salve a la Reina", con una corona y una inscripción que rodeaba la caldera, estaba adosada al tren. A continuación, se dirigió lentamente al centro de la colosal estructura, en medio de estallidos de fuertes y entusiastas vítores de los miles reunidos, y Su Majestad reconoció repetidamente estas marcadas demostraciones de lealtad y afecto de sus fieles y apegados súbditos.

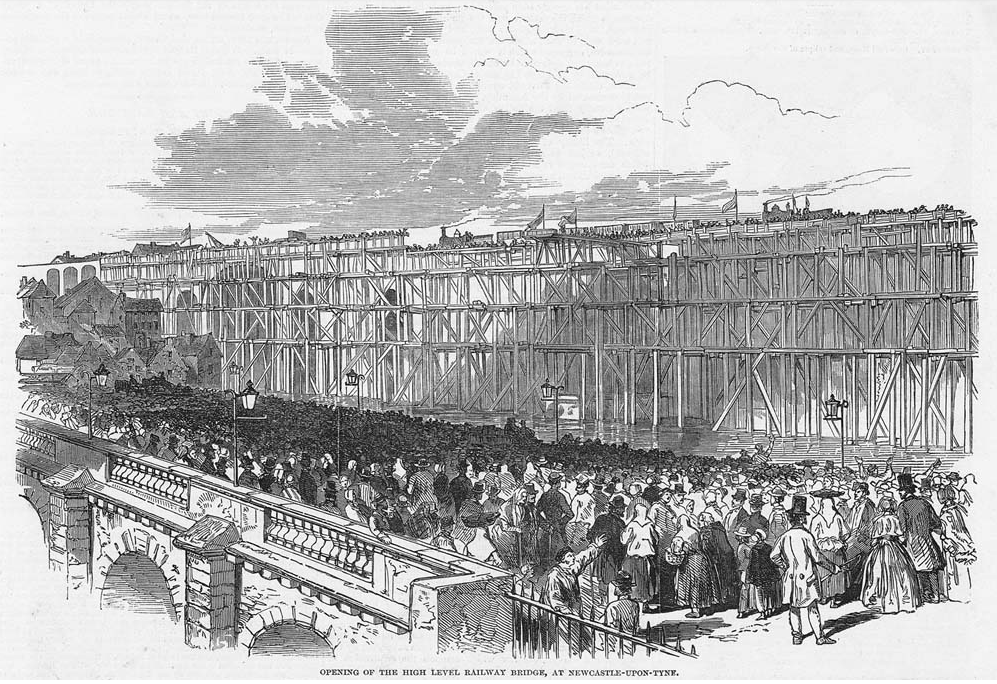
Inauguración del puente Alto el 28 de septiembre de 1849

Los alcaldes de Newcastle y Gateshead pronunciaron sus discursos oficiales. La reina viajó en el carruaje real perteneciente al Ferrocarril de Londres y del Noroeste.

En otros vagones iban miembros de la cámara de Su Majestad y los directores del Ferrocarril de York, Newcastle y Berwick. La locomotora que tiraba del tren real estaba bajo la dirección del Sr. T. E. Harrison, el ingeniero residente, siendo conducida por el Sr. Thos. Carr... Después de permanecer en el punte por un total de entre cinco y diez minutos, el tren se puso nuevamente en movimiento, y en medio de disparos de artillería y aplausos entusiastas de la densa multitud, inició su ruta hacia Darlington.

El puente y sus accesos inmediatos habían costado un total de 243.000 libras esterlinas.

## Plataforma de la carretera

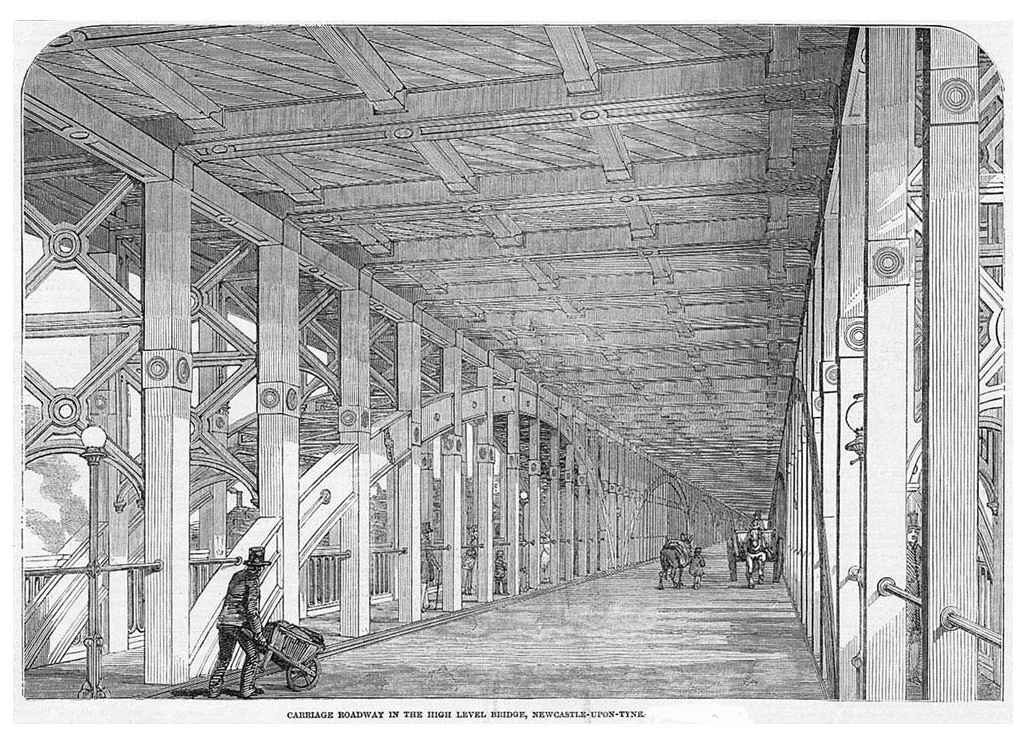
El nivel de la calzada del puente Alto

La plataforma de la carretera se inauguró en 1850.
La empresa cobraba peajes por el uso del paso vial; un peatón pagaba medio penique, y el puente estaba abierto desde las 05 hasta las 18 horas, aunque a partir de junio de 1871 se habilitó el acceso a lo largo de las 24 horas del día.
Alrededor de 1880 comenzó a operar un servicio de autobuses tirados por caballos que cruzaba el puente; la tarifa era de medio penique, lo mismo que el peaje de peatones; el operador del autobús pagaba un peaje de 4 chelines.
Addyman consideraba que los ingresos por peaje de vehículos de carretera fueron inferiores a lo esperado (2000 libras esterlinas en 1853) y lo atribuye al éxito del negocio de los trenes suburbanos de pasajeros.
En el siglo XX se construyeron tranvías de pasajeros en las calles de Newcastle y Gateshead, y en 1920 se llegó a un acuerdo para conectar los dos sistemas atravesando el puente Alto, lo que se dispuso en 1923.
El 10 de mayo de 1937 se eliminaron los peajes en el cruce de carretera. Las corporaciones de Newcastle y Gateshead pagaron al Ferrocarril de Londres y del Noroeste, ahora propietaria del puente, 160.000 libras esterlinas por la cancelación de los peajes.

## Amenazado por el fuego en 1866
El 24 de junio de 1866 se produjo un grave incendio en un molino de maíz cerca de la línea férrea, en la costa de Newcastle. El fuego creció y se convirtió en grave incendio, que afectó a la cubierta de madera del Puente Alto, alcanzada por las llamas. Parecía que el fuego podría engullir todo el puente.

Bajo la supervisión de los ingenieros, se ordenó a los trabajadores que cortaran los caminos para carruajes y peatones, ya que era la única forma de evitar que las llamas se extendieran por el puente. Los hombres trabajaron con buena voluntad y pronto lograron abrir varios agujeros en el asfalto y la madera. Cómo utilizar agua contra el fuego desde la parte inferior del puente fue una dificultad que pronto se superó. Cuatro o cinco hombres, con un valor encomiable, se ofrecieron para ser bajados, a través de los agujeros del camino, por medio de cuerdas, lo que les permitió dirigir el agua directamente sobre la madera en llamas. Durante mucho tiempo sus esfuerzos parecieron no tener efecto; apenas se había apagado el fuego en una parte del puente, otra viga estalló en llamas. Durante varias horas se arrojaron chorros de agua contra el puente, finalmente con éxito. Para acabar fuera de toda duda con la propagación del fuego, los trabajadores del puente cortaron todo el ancho de la calzada y la acera, abriendo un hueco tanto en el lado de Newcastle como en el de Gateshead... Sin embargo, en ningún caso la seguridad del puente quedó en peligro. El tráfico ferroviario estuvo suspendido desde las ocho y media de la mañana hasta las dos de la tarde, no por temor a que el nivel superior fuera inseguro, sino por el humo y las llamas, y también por la manguera que pasaba sobre los rieles.

De modo que se evitaron daños graves al puente y, después de una inspección minuciosa al día siguiente, se permitió que los trenes reanudaran su funcionamiento normal. El costo de la reparación de los daños al puente se estimó entre 2000 y 3000 libras.

## Cargas crecientes

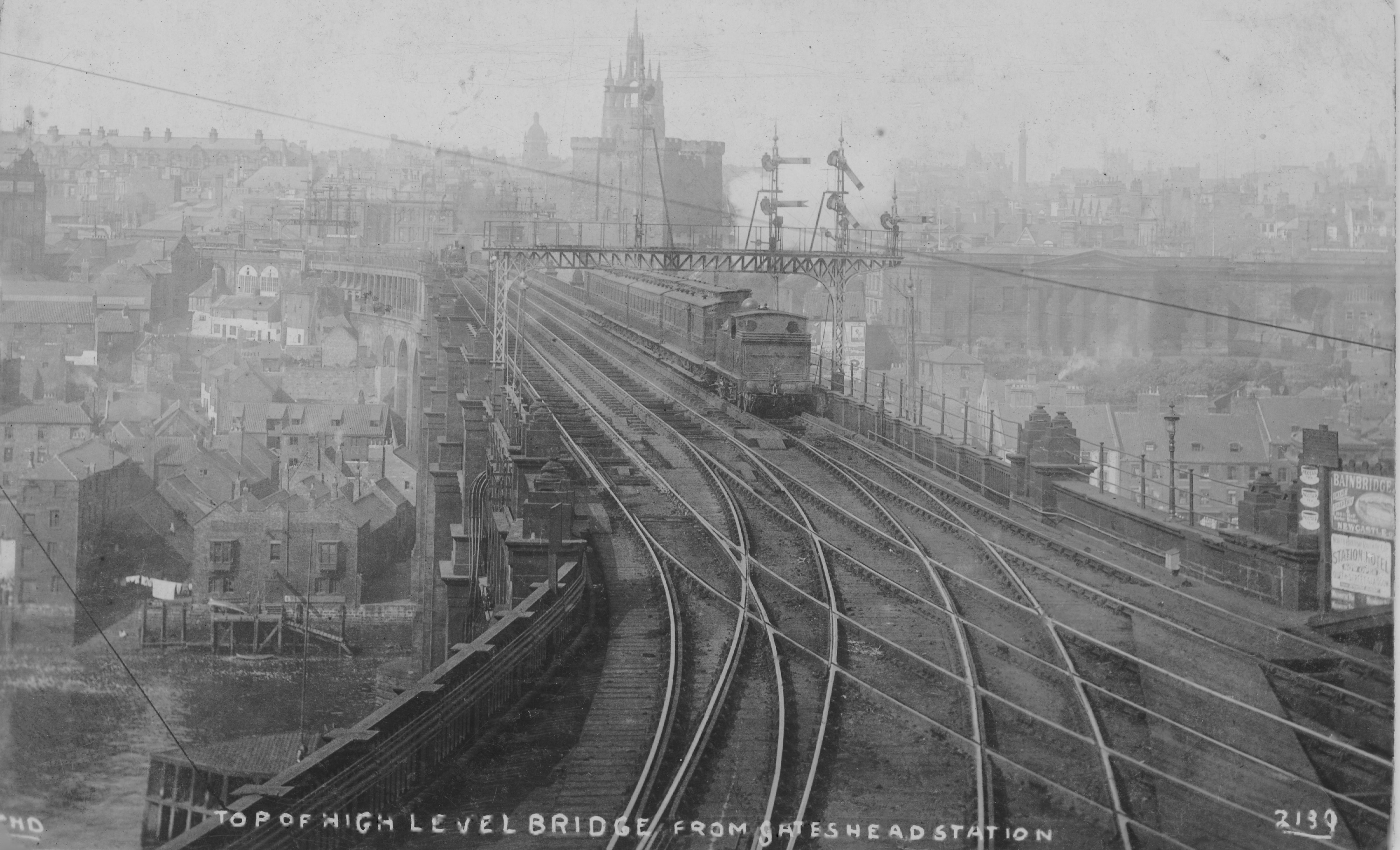
El puente Alto desde la Estación de Gateshead

Cuando Laffan realizó la prueba de carga al abrir el puente, las locomotoras del día pesaban típicamente 20 toneladas; se dijo en ese momento que la prueba de carga impuso "un peso mayor con toda probabilidad del que volverá a pasar por el puente".
De hecho, el peso de las locomotoras aumentó considerablemente en los años siguientes. Las vigas transversales que sostenían la vía eran de fundición de hierro y en 1890 se consideró que requerían refuerzo, lo que se hizo con vigas cajón de acero.

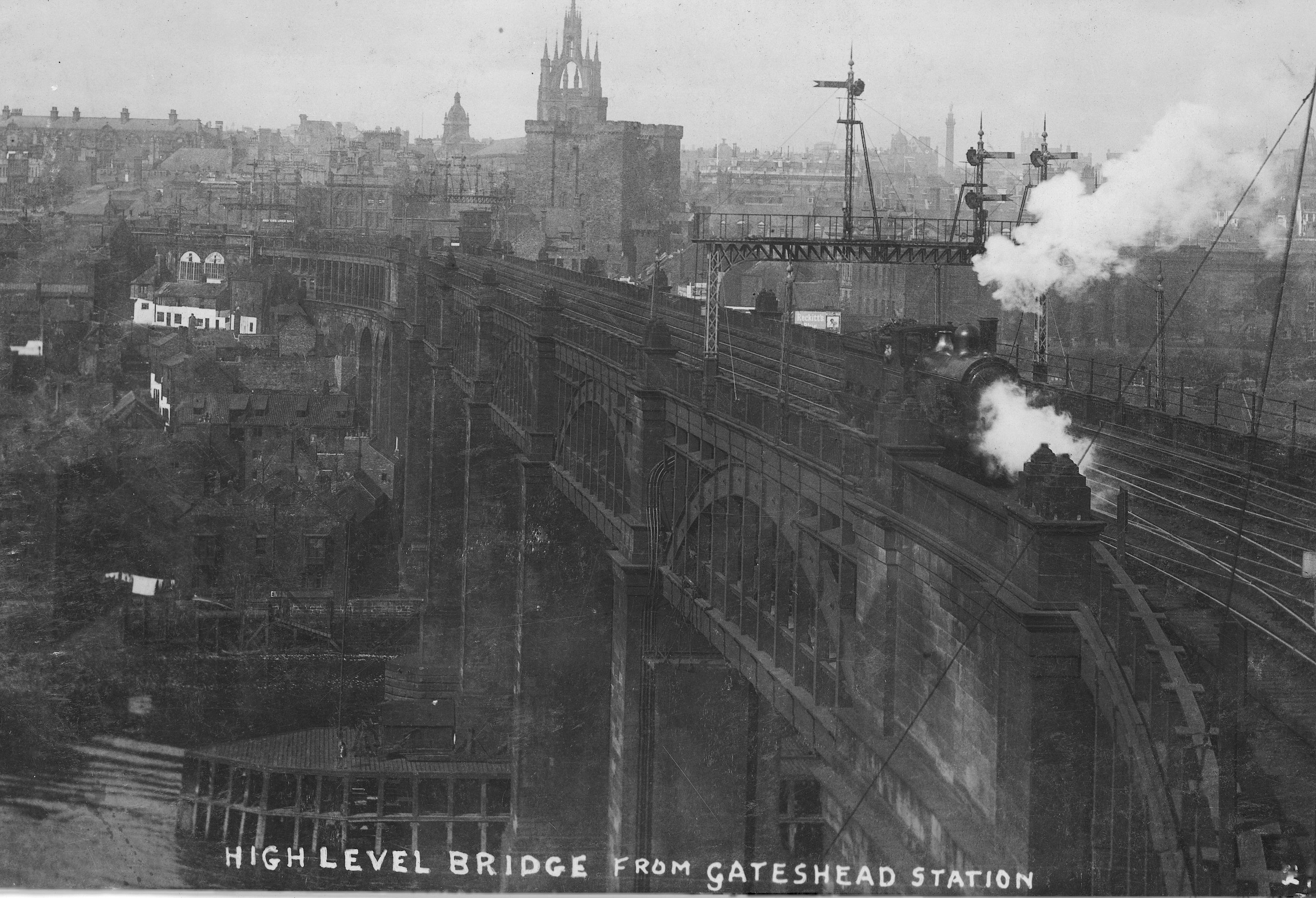
El puente Alto desde Gateshead

En 1922, los tranvías debían comenzar a cruzar el puente, y los largueros de fundición de hierro que soportaban la calzada se reemplazaron por vigas de acero y se dispuso de una nueva plataforma. En 1937, el Ayuntamiento de Newcastle asumió la responsabilidad del mantenimiento de la superficie de la carretera, pero se impuso un límite de peso de 9 toneladas, que se incrementó a 10 toneladas en 1967.
Entre 1955 y 1959, la plataforma de madera del nivel de las vías del ferrocarril fue reemplazada por acero, y la vía con balasto fue sustituida por la estructura anterior de la vía con vigas, agregando 150 toneladas de carga muerta a cada vano del puente.
En 1983, un nuevo análisis de la capacidad del puente condujo a la reducción del límite de peso a 7,5 toneladas. En ese momento, estaban operando vehículos ferroviarios de 100 toneladas de peso bruto en carga, y se eliminó una de las tres vías del tren para reducir la carga máxima en la estructura.

## Monumento catalogado
En 1950, el puente Alto fue clasificado como estructura catalogada de Grado I por el Departamento de Medio Ambiente.

## Segunda estructura de cruce
El puente Alto era un nodo importante en la red ferroviaria y, a medida que aumentaban los servicios de pasajeros de los ramales y el tráfico de minerales, se convirtió en un cuello de botella. Esta situación se vio agravada por la ubicación del principal depósito de locomotoras de Newcastle en Gateshead: dado que muchos servicios de trenes cambiaban de locomotora en Newcastle, esto generaba una gran cantidad de movimientos de máquinas ligeras de maniobras hacia y desde las cocheras situadas al otro lado del puente.
A principios del siglo XX se presentaron propuestas para disponer de un segundo puente exclusivamente ferroviario, lo que se tradujo en la construcción del puente King Edward VII, ubicado unos cientos de metros al oeste del puente Alto. El nuevo puente comenzó a llevar tráfico el 1 de octubre de 1906, habiendo sido inaugurado formalmente por el Rey Eduardo VII el 10 de julio de 1906. Los trenes de los distritos del sur y suroeste generalmente cruzaban el Tyne por el segundo puente, que tenía cuatro vías. Gracias a que los trenes de pasajeros expresos ya no tenían que dar marcha atrás en la estación de Newcastle, de forma que ya no era necesario cambiar de locomotora, se obtuvo un ahorro de tiempo significativo en los viajes.

## Restauración

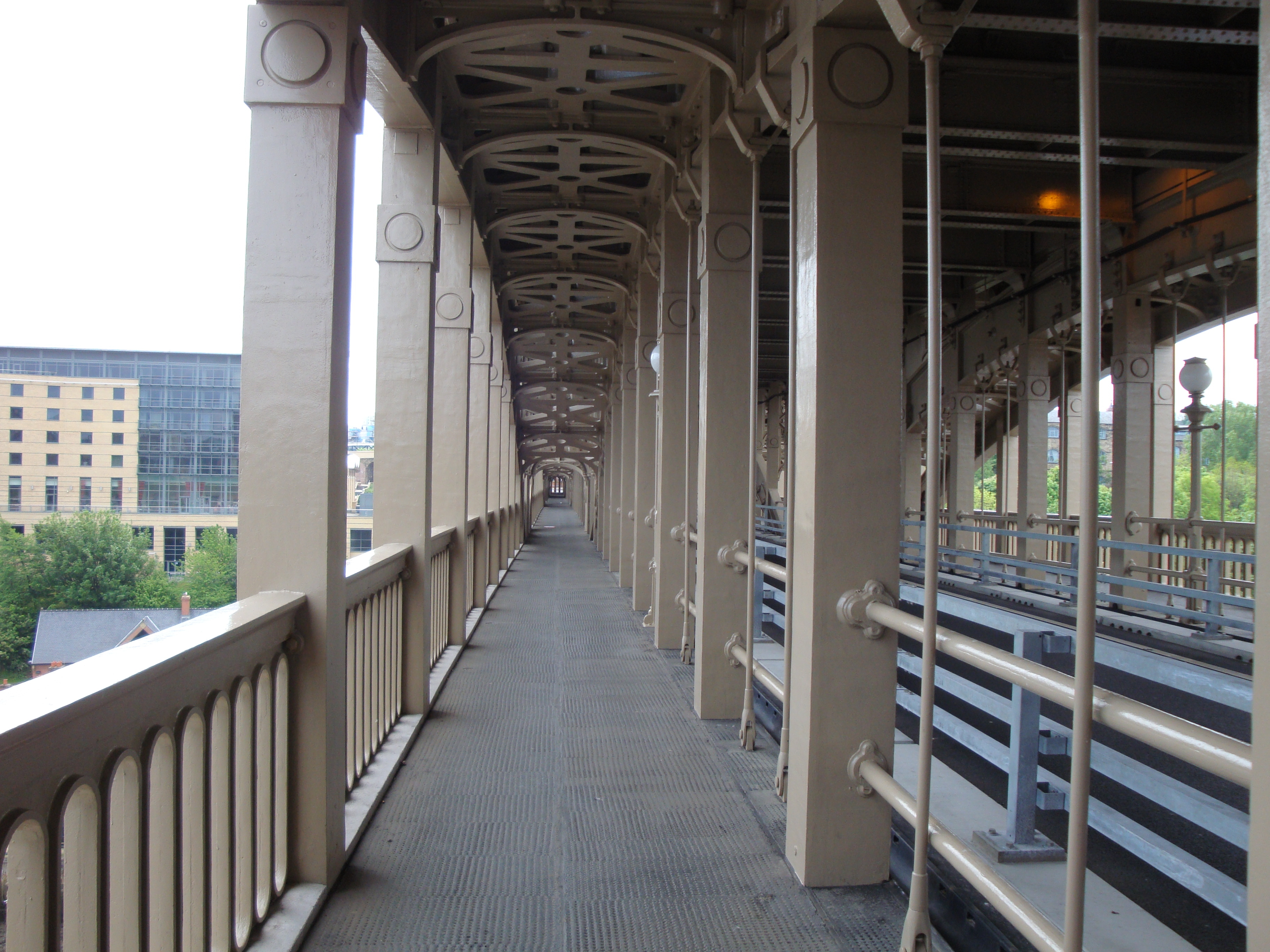
La pasarela del puente después de la restauración, mirando al sur

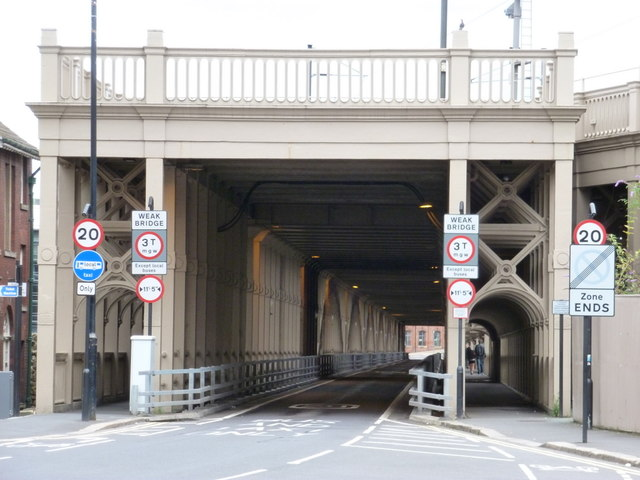
Vista de la carretera y el acceso peatonal después de que se impusieran restricciones de ancho y peso

Con el fin de introducir mejoras en el puente que aseguraran su futuro a largo plazo, la estructura se cerró al tráfico rodado en febrero de 2005. Las operaciones de mantenimiento incluyeron la sustitución de los soportes de madera debajo de la plataforma de la carretera. El puente volvió a abrir el 2 de junio de 2008, después de repararse grietas de importancia en algunas de sus vigas de hierro. En marzo de 2006, el paso peatonal del puente, que debía mantenerse abierto durante el proyecto de restauración, se cerró por petición de Network Rail, debido al vandalismo y a la creciente escala de los trabajos necesarios para mantener adecuadamente la estructura.
Se agregaron barreras de seguridad adicionales a cada lado de la calzada, dejando espacio para un solo carril de tráfico.
La zona donde la cubierta de la carretera se encontraba con el terreno, en el lado norte del río, estaba situada dentro del ámbito del Castillo de Newcastle, un complejo arqueológico de varios períodos. Los trabajos de protección arqueológica, la presencia de los restos de una edifición entre los arcos de acceso y una excavación previa de los pilotes necesaria para fortalecer la estructura fueron realizados por la empresa AAG Archaeology.

## Situación posterior
La cubierta de la carretera se reabrió solo en dirección sur (hacia Gateshead) y solo transporta autobuses y taxis; se requiere la operación en un solo sentido debido a consideraciones de ancho,después de que se colocaran protecciones a los elementos estructurales. Los peatones y ciclistas utilizan el puente libremente. El tráfico ferroviario continúa en pleno uso del puente, aunque la mayoría de los trenes de la línea principal utilizan el puente King Edward VII por su mejor ubicación en los itinerarios.